# St. Peter und Paul (Sattelpeilnstein)

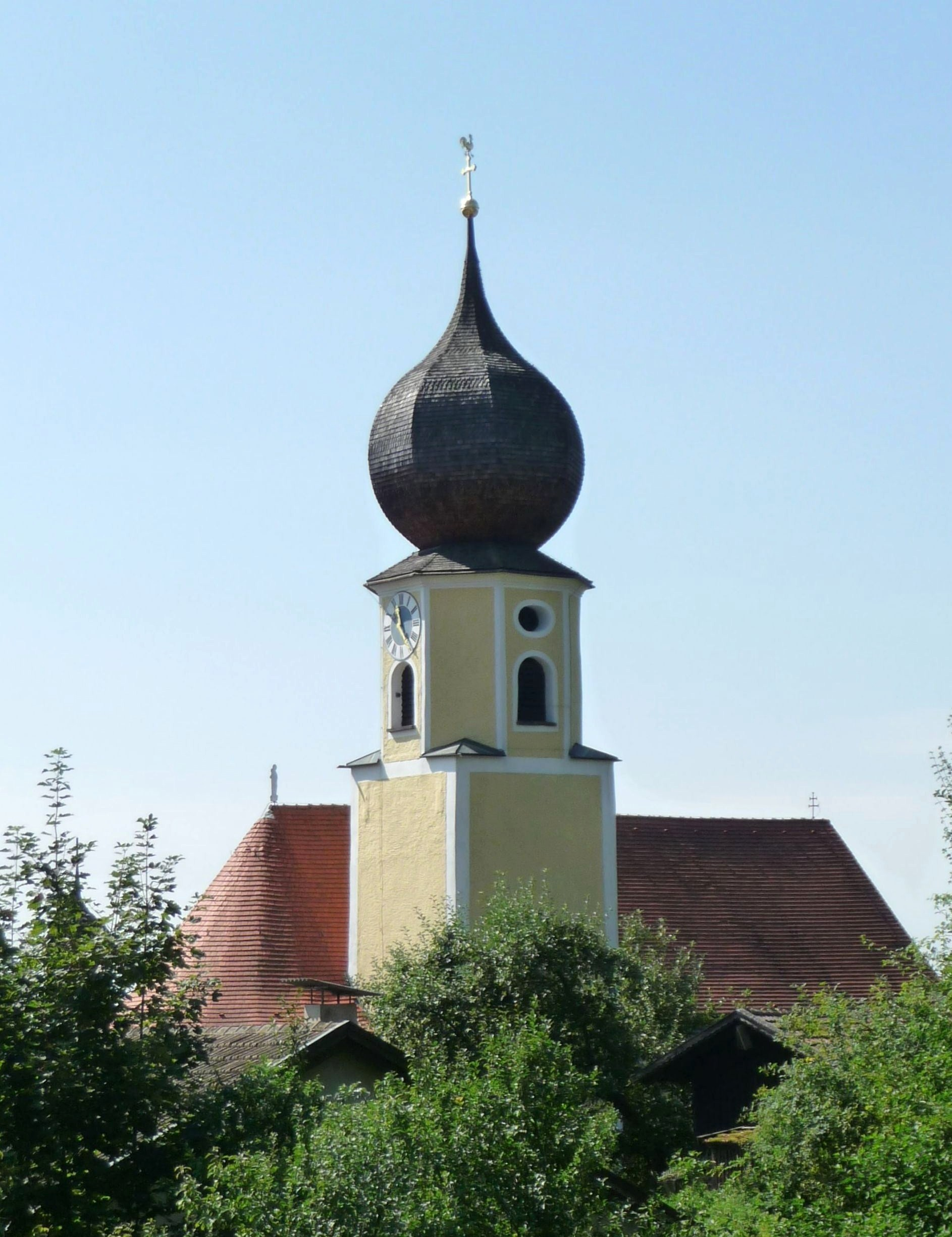
St. Peter und Paul (Sattelpeilnstein)

Die römisch-katholische, denkmalgeschützte Pfarrkirche St. Peter und Paul steht in Sattelpeilnstein, einem Gemeindeteil der Gemeinde Traitsching im Landkreis Cham der Oberpfalz. Die Kirche gehört zum Bistum Regensburg. Das Bauwerk ist unter der Denkmalnummer D-3-72-164-45 als Baudenkmal in die Bayerische Denkmalliste eingetragen.

## Beschreibung
Die Saalkirche wurde 1728/29 erbaut. Sie besteht aus einem Langhaus, das mit einem Satteldach mit einem Fußwalm bedeckt ist, und beidseitig von Kapellen flankiert wird, einem eingezogenen, halbrund geschlossenen Chor im Osten und einem Chorflankenturm auf quadratischem Grundriss an dessen Nordwand, der mit einem achteckigen Geschoss, das die Turmuhr und den Glockenstuhl beherbergt, aufgestockt und mit einer mit Schindeln verkleideten Zwiebelhaube bedeckt wurde.
Zur Kirchenausstattung gehört ein Hochaltar aus dem späten 18. Jahrhundert, der von je zwei Säulen flankiert wird, neben denen sich Statuen des heiligen Franz Xaver und des Johannes Nepomuk befinden. Im Altarauszug ist die Krönung Mariens dargestellt. Die um 1720 gebaute Kanzel ist mit Statuen des Salvator mundi und der Kirchenväter verziert. Die Orgel wurde 2006 als Opus 264 von der Thomas Jann Orgelbau gebaut.